# Melaneremus borneensis
Melaneremus borneensis är en insektsart som först beskrevs av Heinrich Hugo Karny 1925.  Melaneremus borneensis ingår i släktet Melaneremus och familjen Gryllacrididae. Inga underarter finns listade i Catalogue of Life.